# 1684
1684 (MDCLXXXIV) je bilo prestopno leto, ki se je po gregorijanskem koledarju začelo na soboto, po 10 dni počasnejšem julijanskem koledarju pa na torek.

## Dogodki
- Francozi vdrejo v špansko Nizozemsko (današnja Beligija).

## Smrti
- 5. april - lord William Brouncker, angleški matematik (* 1620)
- 26. julij - Elena Lucrezia Cornaro Piscopia, italijanska filozofinja (* 1646])
- 1. oktober - Pierre Corneille, francoski dramatik, ustanovitelj francoskega gledališca (* 1606)
- 15. oktober - Géraud de Cordemoy, francoski filozof in zgodovinar (* 1626)